# Alois J. Hochstrasser
Alois J. Hochstrasser (* 16. April 1941 in Waidhofen an der Ybbs) ist österreichischer freischaffender Musiker, Dirigent und Musikprofessor a. D. am Johann-Joseph-Fux-Konservatorium des Landes Steiermark in Graz. Seit vielen Jahren hat er die Leitung über den Grazer Concertchor und die Pannonische Philharmonie und ist als künstlerischer Leiter und Obmann der interpannon concert sowie der Styria Classic tätig.

## Leben und Tätigkeit
Nachdem Hochstrasser 1960 das humanistische Gymnasium in Stift Seitenstetten mit Matura abgeschlossen hatte, studierte er an der Universität Wien und an der Universität für Musik und darstellende Kunst in Wien u. a. bei Hans Gillesberger Dirigieren und Chorleitung und Hans Swarowsky Orchesterleitung. Später folgten Studien bei Sergiu Celibidache.
Von 1966 bis 1971 war er Kapellmeister am Grazer Dom. 1971 gründete er den Grazer Concertchor und übernahm die künstlerische Leitung der Chor-Orchester-Konzerte in Graz und auf Tourneen. Ab 1968 nahm er verschiedene Lehraufträge an der Karl-Franzens-Universität Graz an und unterrichtete von 1971 bis 2005 an der Pädagogischen Akademie des Bundes in Steiermark. Darüber hinaus leitet er seit 1972 zahlreiche Orchester- und Chorseminare für Lehrer und junge Interessenten.
In den Jahren 1975 bis 2002 wirkte Hochstrasser als Professor für Klavier-, Chor- und Orchestererziehung und Ensembleleitung am Johann-Joseph-Fux-Konservatorium des Landes Steiermark in Graz. Er arbeitete als Gastdirigent in vielen Ländern Europas, in den USA und in Südafrika mit Orchestern wie der Philharmonia Hungarica, Erfurter Philharmonie, Lowten Philharmonic, Staatskapelle Weimar, dem Opernhaus Zürich, NÖ Tonkünstler Orchester u. v. m. Neben regelmäßigen Konzertzyklen (seit 1975) in Graz, in österreichischen Kulturzentren, bei verschiedenen Festivals und im Ausland dokumentieren viele CD- und Schallplattenaufnahmen sein umfangreiches Wirken: Welt-Ersteinspielungen von Das Buch mit sieben Siegeln von Franz Schmidt – 2003 ungarische Erstaufführung in Budapest und Das dunkle Reich von Hans Pfitzner.
Aufgrund seiner besonderen künstlerischen Bemühungen um Franz Schmidt wurde ihm die Ehrenbürgerschaft der „Franz Schmidt Gemeinde“ Wien verliehen.
1976 gründete er die Internationalen Orchesterwochen Erl/Tirol, eine philharmonische Akademie, deren künstlerischer Leiter er bis 1998 war (heute „Tiroler Festspiele Erl“). Viele junge Musiker dieser Akademie sind heute Mitglieder bedeutender Orchester, wie den Berliner-, Wiener-, Münchner-, Budapester Philharmonikern und anderen. Außerdem gründete er die „Steirische Gesellschaft der Musikfreunde“ und das „Grazer Symphonische Orchester“ (heute „Recreation“). 1980 war er Chefdirigent des Youth Philharmonic Orchestras of South Afrika und seit 1981 häufiger Gastdirigent des Budapester Jugendorchesters.
Im Jahre 1982 übernahm er für 25 Jahre die künstlerische Leitung der jährlichen chor-symphonischen Konzerte der Lions Hartberg in der Basilika des Stiftes Vorau.
1990 gründete er die Internationale Pannonische Musikgesellschaft in Graz, die inter.pannon.music.society (heute interpannon concert), eine künstlerische Interessengemeinschaft des Grazer Concertchores, des Grazer Concertjugendchores und des Orchesters der Pannonischen Philharmonie als eine interregionale Kulturachse Steiermark–Ungarn–Slowenien, sowie Graz–Budapest. Seit 1997 agiert Hochstrasser außerdem als künstlerischer Leiter des obersteirischen Festivals Internationale Sommerphilharmonie Leoben. Gemeinsam mit dem Orchester der Pannonischen Philharmonie, dem Grazer Concertchor, dem Grazer Concertjugendchor und in Partnerschaft mit anderen Chören aus dem pannonischen Raum und aus der Steiermark bietet er ein Musikprogramm mit symphonischen und chorsymphonischen Konzerten, wie auch Opern, Oratorien und Filmmusik.
Der Dirigent beschäftigt sich mit seinen Musikern mit sämtlichen für die Musikgeschichte wichtigen und interessanten Orchester- und Chor-Orchesterwerken der Epochen des Spätbarock bis in die Gegenwart. Auch der Bereich der Opern- und Filmmusik wird dabei abgedeckt. Seit 2000 führt Hochstrasser mit seinem Ensemble regelmäßig Konzerte u. a. im Burgenland zum Güssinger Kultursommer, in Niederösterreich in Paudorf-Göttweig, zum Romantik-Festival Wildalpen, zum Kultursommer in Bad Aussee auf. Im Herbst 2009 hat Alois J. Hochstrasser Styria Classic, die Chor-Orchester-Akademie ins Leben gerufen, die es sich zur Aufgabe macht Jugendlichen und Erwachsenen eine kreative musikalische Entwicklung und Möglichkeiten der Darstellung klassischer Musik anzubieten, und deren künstlerische Leitung er innehat. Den Rahmen für das neue Zentrum für klassische Musik bildet das ehemalige Dominikanerkloster Dreihackengasse in Graz.
In der 45-jährigen künstlerischen Tätigkeit des Musikers arbeitete er mit zahlreichen internationalen Solisten, Sängern und Instrumentalisten zusammen, und hatte es immer am Herzen junge und/oder noch unbekannte Musikschaffendende musikalisch herauszufordern und ihnen eine Entwicklungsplattform zu geben. Beispiele sind Günter Groissböck, Andreas Schager und Thomas Tatzl, die heute internationale Bekanntheit genießen.
Weiters intensive Zusammenarbeit pflegte er mit: Corey Cerovsek, KS Anton Dermota, KS Robert Holl,
KS Margarita Kyriaki, KS Thomas Moser, Pianistin Barbara Moser,KS Kurt Rydl, KS Birgid Steinberger, Ausnahme-Saxophonist Oto Vrhovnik u. v. m.

## Auszeichnungen
- Ehrenbürgerschaft der „Franz Schmidt Gemeinde“ Wien
- Ehrenkreuz für Wissenschaft und Kunst I. Klasse (2001)
- Ehrenzeichen der Landeshauptstadt Graz in Gold (2001)
- Großes Ehrenzeichen des Landes Steiermark (2006)
- Kulturpreis der Stadt Leoben 2009
- Großes Goldenes Ehrenzeichen des Landes Steiermark (2011)